# Niederdorf (Włochy)
Niederdorf (wł. Villabassa) – miejscowość i gmina we Włoszech, w regionie Trydent-Górna Adyga, w prowincji Bolzano (Tyrol Południowy).
Liczba mieszkańców gminy wynosiła 1454 (dane z roku 2009). Język niemiecki jest językiem ojczystym dla 93,32%, a włoski dla 6,68% mieszkańców (2001).